# 大阪市立清江小学校
大阪市立清江小学校（おおさかしりつ きよえ しょうがっこう）は、大阪府大阪市住之江区にある公立小学校。

## 概要
大阪市立住之江小学校と大阪市立安立小学校の校区の一部を分離再編して、2000年に新設開校した。学校敷地は、1995年に別の場所に移転した住之江小学校の旧敷地を転用している。
2004年度に大阪府の「校庭にみどりのじゅうたんを!」モデル事業実施校に指定され、運動場の芝生化に取り組んでいる。また2004年に文部科学省の「豊かな体験活動推進事業」指定校になったことをきっかけに、京都府美山町立知井小学校（自治体合併により2006年に南丹市立知井小学校に校名変更）との交流に取り組んでいる。

## 沿革
母体となる大阪市立安立小学校は1999年時点で842人23学級、大阪市立住之江小学校は743人21学級であり、今後も児童数の増加が見込まれていた。そのため、2000年に従来の安立小学校、住之江小学校の校区を分離再編する形で大阪市立清江小学校が開校した。

### 年表
- 2000年4月1日 - 大阪市立清江小学校として大阪市立安立小学校および大阪市立住之江小学校から分離開校。

## 通学区域
- 大阪市住之江区 御崎5-6丁目、南加賀屋2丁目、浜口西3丁目。

卒業生は大阪市立真住中学校に進学する。

## 交通
- 南海本線 住ノ江駅 北西へ約800m。
- Osaka Metro四つ橋線・ニュートラム 住之江公園駅 東へ約800m。
- 大阪シティバス 御崎3丁目バス停。